# 2012 au Yukon
Chronologie du Yukon
- 2008
- 2009
- 2010
- 2011
- 2012
- 2013
- 2014
- 2015
- 2016

Cette page concerne des événements d'actualité qui se sont produits durant l'année 2012 dans le territoire canadien du Yukon.

## Politique
- Premier ministre : Darrell Pasloski (Parti du Yukon)
- Chef de l'Opposition officielle : Elizabeth Hanson (NPD)
- Commissaire : Doug Phillips
- Législature : 33e

## Événements
- Du 4 au 10 mars : les Jeux d'hiver de l'arctique (en) se déroule à Whitehorse.

- 31 juillet : CFWH-TV (en), le canal 6 de Whitehorse, disparaît en ondes sur CBC Television.

- 17 août : le député territorial de Vuntut Gwitchin Darius Elias démissionne de ses fonctions du chef du parti par intérim et quitte le Parti libéral. Il siégera dorénavant comme un indépendant. Le député de Klondike Sandy Silver prend la relève comme chef du parti par intérim et il est aujourd'hui le seul député libéral à l'Assemblée législative[1].

- 18 octobre : Dan Curtis et Wayne Potoroka sont élus maires de Whitehorse et Dawson City lors des élections municipales. Dan Curtis deviendra bientôt le 15e maire de Whitehorse.

- 26 octobre : environ plus de 4 505 Yukonnais et Yukonnaises parlent français, soit une augmentation de 26 % par rapport à l'année 2006 d'après Statistique Canada[2].

## Décès
- 23 avril : Flo Whyard (en), éditrice de Whitehorse Star et mairesse de Whitehorse (º 13 janvier 1917)
- 7 octobre : Donald Taylor (en), 1er président de l'Assemblée législative du Yukon et député territoriale du Lac-Watson (1961-1985) (º 22 septembre 1933)